# 南無阿彌陀佛
南無阿彌陀佛，该词出自《观无量寿经》：“具足十念，称南无阿弥陀佛”。

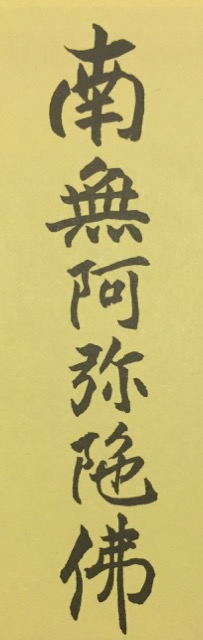
日本本能寺書法

汉传佛教净土宗以念诵“南无阿弥陀佛”六字作为一个念佛修行方法，来达到转生西方极乐世界的方法。称念六字名号，愿生西方净土，乃庐山慧远等所提倡；当时不是称名往生，乃藉称名而观想，为专注思惟而念佛。后历昙鸾、道绰至善导即倡「念佛往生」，而主张他力念佛。

## 名称来源
“南无阿弥陀佛”是梵文的音譯，（无量光佛）也可以写为（无量寿佛）。
“阿弥陀佛”主要来自于《佛说阿弥陀佛经》中“其土有佛，号阿弥陀”，“阿弥陀”是佛的名号，所以也有“阿弥陀如来”的称呼。鸠摩罗什《佛说阿弥陀经》中，将“无量寿佛”、“无量光佛”二合翻译为“阿弥陀佛”；但在玄奘译本和现代学者马克斯·缪勒收集的梵本的《阿弥陀经》中，并没有将两者合为“阿弥陀佛”而是多称为“无量寿佛”。

## 发音

### 南無
南無是梵语“Namas”的音译。《康熙字典》：“梵言南無呼那謨。那，如拏之上聲；謨，音如摩，猶云歸依也。”南無亦有南膜、那摩、那謨等譯法。
在中国大陸词典中，“南无”的“南”字多记为阴平，而在台湾则多记为阳平。

### 阿彌陀佛
“阿弥陀佛”是梵语“Amitābha”的音译，“阿”通常念作“ē”，但亦有人将其发为“ā”(啊)、“ō”(喔)等音。梵語Amitābha的「A」，係否定詞頭अ，a-，所發音約同「ā」(啊)。
由于汉传佛教界（尤其是汉传密宗持咒）强调师承，所以有些人认为念佛发音应以“祖师”发音为准，而非字典中的标准发音，所以对“南无阿弥陀佛”六字的发音有不少争执。但净土宗法门作为普传法可以无师承，其认为只要心念阿弥陀佛，佛便能知人，一切音声都是赞佛声，所以通常对读音无甚要求。
因此，也能听到不同語言的念佛人以各自语言念诵的南无阿弥陀佛，如閩南語、粵語、四川話、日語「なむあみだぶつ」、韓語「나무아미타불」等。

## 名號應用
佛菩薩用四種因緣、方便度眾生，分別為「1以相好光明度眾生、2以說法度眾生、3以神通度眾生、4以名號度眾生」。其中以名號度眾生最方便，因佛名即是佛之本體，只要稱念佛菩薩的名號,便得其光明攝護。
《十往生經》：「若有眾生念阿彌陀佛願往生者，彼極樂世界阿彌陀佛，即遣觀世音菩薩、大勢至菩薩、藥王菩薩、藥上菩薩、普賢菩薩、法自在菩薩、師子吼菩薩、陀羅尼菩薩、虛空藏菩薩、佛藏菩薩、德藏菩薩、金藏菩薩、金剛藏菩薩、山海慧菩薩、光明王菩薩、華嚴王菩薩、眾寶王菩薩、月光王菩薩、日照王菩薩、三昧王菩薩、定自在王菩薩、大自在王菩薩、白象王菩薩、大威德王菩薩、無邊身菩薩，是二十五菩薩，擁護行者。」
《龍舒淨土文》教人念「南無西方極樂世界三十六萬億一十一萬九千五百同名同號阿彌陀佛」。認為「其功德甚大可知矣。若愚人不能念者，且單念亦可。教人全念，得大福報。」 
《佛說大乘無量壽莊嚴經》云：「我若成正覺，立名無量壽。眾生聞此號，俱來我剎中。如佛金色身，妙相悉圓滿。亦以大悲心，利益諸群品。」《無量壽經》：「其佛本願力，聞名欲往生，皆悉到彼國，自致不退轉。」即是阿彌陀佛以名號度眾生，一般除稱念佛號外，有將佛菩薩聖號書寫、印刷出文字應用，其中以「南無阿彌陀佛」為最常見，可在街道路旁，或易發生事故地方見到佛號的貼紙、鐵板或招牌。更有甚者將「南無阿彌陀佛」聖號建廟奉祀，如嘉義大林的阿彌陀公廟。
一般佛寺會在其入口處之牆上書寫大字的「南無阿彌陀佛」，作為迎賓門面。佛教團體間亦將「南無阿彌陀佛」、「阿彌陀佛」作為與人見面、接聽電話的招呼語、問候語。

## 外部連結
- （中文）中华净土宗协会．净土宗文教基金会（页面存档备份，存于）
- （中文）無限淨土網（页面存档备份，存于）
- （中文）淨土教育網（页面存档备份，存于）